# Анжу (герцогство)
Ге́рцогство Анжу́ (фр. duché d'Anjou) — французское герцогство, существовавшее с 1360 года в области Анжу.
Король Иоанн возвёл в 1360 году графство Анжу в герцогство для своего второго сына, Людовика, до этого графа Анжуйского, сделавшегося благодаря этому основателем младшего дома Анжу.
Людовику также достался трон Неаполя, на котором, однако, не могли утвердиться его потомки. Его внук Рене́ Добрый (герцог Анжуйский в 1434—1475 годах), номинальный король Неаполя († 1480), был лишён герцогства Анжу королём Людовиком XI: после смерти сына, Рене Добрый был вынужден завещать Анжу Людовику XI, который и захватил Анжу в 1475 году, не дожидаясь смерти завещателя.
Дочь Рене Маргарита Анжуйская была супругой Генриха VI Английского (1445). С Карлом Анжуйским, племянником Рене, в 1481 году прекратилось мужское потомство младшей линии Анжуйского дома, после того как в 1480 году герцогство было соединено с французской короной.
С тех пор герцогство давало лишь титул для королевских принцев. Генрих III носил этот титул в 1566—1574 годах до своего вступления на престол, так же как и внук Людовика XIV, вступивший на испанский престол под именем Филиппа V (герцог анжуйский в 1683—1700 годах).
Луи-Станислас-Ксавье, будущий Людовик XVIII (в 1814—1824), был последним, кто получил титул герцога Анжуйского (1775 год).